# Neomyia dubia
Neomyia dubia är en tvåvingeart som först beskrevs av Malloch 1923.  Neomyia dubia ingår i släktet Neomyia och familjen husflugor. Inga underarter finns listade i Catalogue of Life.